# Violetta en vivo
Violetta en Vivo (en Latinoamérica) y Violetta en Concierto (en Europa) es la primera gira de la serie de televisión de Disney Channel Violetta. La gira contiene un gran despliegue de escenografía, coreografía, vestuario, y un increíble trabajo de multimedia, el espectáculo ofrece una historia llena de emoción y alegría, con la participación del elenco de la telenovela -éxito en Disney Channel- y con un repertorio musical que incluye los hits «En mi mundo», «Juntos somos más», y «Te Creo», además de grandes sorpresas.

## Historial
En 2013, se confirmó una adaptación de la serie en la versión teatral. Más tarde se anunció que iniciará el 13 de julio de 2013 en el Teatro Gran Rex de Buenos Aires. El espectáculo se titula "Violetta en vivo" y será seguido a diario, hasta el 28 de julio del mismo año en el mismo teatro con dos espectáculos al día, una a las 14:30 y otra a las 17:30. A partir de entonces, las actuaciones se han estirado al 15 de septiembre dos veces al día, pero no en una base diaria. En menos de un mes desde la puesta en la publicación de las entradas, el espectáculo ha vendido 120.000 de ellos. En total fueron 77 presentaciones en el Gran Rex, con más de 250.000 entradas vendidas. 
Luego decidieron empezar a hacer shows fuera de Argentina, yendo por primera vez a Paraguay con 4 funciones en el Polideportivo del Club Sol de América. 
Al segundo país que fueron, fue a Chile presentando 2 funciones en el Movistar Arena, pero luego de agotar en un día las entradas de las dos funciones; la organización decidió sumar tres fechas más donde también se vendió muy bien, entonces decidieron agregar una sexta función. Aproximadamente +60.000 personas asistieron a los seis shows de Chile. 
El tercer país que visitaron con su gira fue Brasil con seis funciones en el Credicard Hall, donde la vieron más de 25.000 personas en las seis fechas que dio. Luego de Brasil, llegan a Uruguay, dando 4 shows agotados, donde en uno de sus shows recibieron certificaciones de triple platino por su disco "Hoy Somos Más" y doble platino por "Cantar Es Lo Que Soy".

## Elenco
- Martina Stoessel como Violetta Castillo
- Jorge Blanco como León Vargas
- Diego Domínguez como Diego Hernández
- Mercedes Lambre como Ludmila Ferro
- Facundo Gambandé como Maximiliano "Maxi" Ponte
- Nicolás Garnier como Andrés Calixto
- Lodovica Comello como Francesca Caviglia
- Alba Rico como Natalia "Naty" Vidal
- Samuel Nascimento como Broduey Silva
- Candelaria Molfese como Camila Torres
- Xabiani Ponce De León como Marco Tavelli

### Personajes secundarios
- Ruggero Pasquarelli como Federico Paccini (presentaciones en Francia, Italia, España y Buenos Aires, Argentina).

## Lista de canciones
| Buenos Aires (2013) |
| --- |
| 1. Hoy Somos Más (Martina Stoessel, Jorge Blanco, Mercedes Lambre, Diego Domínguez, Lodovica Comello, Xabiani Ponce De León, Candelaria Molfese, Samuel Nascimento, Facundo Gambandé, Alba Rico y Nicolás Garnier) 2. Tienes El Talento (Martina Stoessel, Jorge Blanco, Mercedes Lambre, Diego Domínguez, Lodovica Comello, Xabiani Ponce De León, Candelaria Molfese, Samuel Nascimento, Facundo Gambandé, Alba Rico y Nicolás Garnier) 3. Euforia (Martina Stoessel, Jorge Blanco, Mercedes Lambre, Diego Domínguez, Lodovica Comello, Xabiani Ponce De León, Candelaria Molfese, Samuel Nascimento, Facundo Gambandé, Alba Rico y Nicolás Garnier) 4. Habla Si Puedes (Martina Stoessel) 5. Podemos (Martina Stoessel y Jorge Blanco) 6. Ahí Estaré (Mercedes Lambre y Facundo Gambandé) 7. Are You Ready For The Ride? (Jorge Blanco, Diego Domínguez, Samuel Nascimento, Facundo Gambandé, Nicolás Garnier y Xabiani Ponce De León) 8. Veo Veo (Martina Stoessel, Lodovica Comello y Candelaria Molfese) 9. Voy Por Ti (acapella) (Diego Domínguez) 10. Voy Por Ti (Jorge Blanco) 11. Peligrosamente Bellas (Mercedes Lambre y Alba Rico) 12. Yo Soy Así (Diego Domínguez) 13. Cómo Quieres (Martina Stoessel) 14. Junto a Ti (Martina Stoessel, Lodovica Comello y Candelaria Molfese) 15. Te Esperaré (Jorge Blanco) 16. On Beat (Martina Stoessel, Jorge Blanco, Mercedes Lambre, Diego Domínguez, Lodovica Comello, Xabiani Ponce De León, Candelaria Molfese, Samuel Nascimento, Facundo Gambandé, Alba Rico y Nicolás Garnier) 17. Juntos Somos Más (Mercedes Lambre, Facundo Gambandé, Lodovica Comello y Candelaria Molfese) 18. En Mi Mundo (acapella) (Martina Stoessel) 19. Ser Mejor (Martina Stoessel, Jorge Blanco, Mercedes Lambre, Diego Domínguez, Lodovica Comello, Xabiani Ponce De León, Candelaria Molfese, Samuel Nascimento, Facundo Gambandé, Alba Rico y Nicolás Garnier) 20. Te Creo (Martina Stoessel) 21. En Mi Mundo [Final] (Martina Stoessel, Jorge Blanco, Mercedes Lambre, Diego Domínguez, Lodovica Comello, Xabiani Ponce De León, Candelaria Molfese, Samuel Nascimento, Facundo Gambandé, Alba Rico y Nicolás Garnier) |

| Latinoamérica |
| --- |
| Apertura 1. Hoy Somos Más (Martina Stoessel, Jorge Blanco, Mercedes Lambre, Diego Domínguez, Lodovica Comello, Xabiani Ponce De León, Candelaria Molfese, Samuel Nascimento, Facundo Gambandé, Alba Rico y Nicolás Garnier) 2. Tienes El Talento (Martina Stoessel, Jorge Blanco, Mercedes Lambre, Diego Domínguez, Lodovica Comello, Xabiani Ponce De León, Candelaria Molfese, Samuel Nascimento, Facundo Gambandé, Alba Rico y Nicolás Garnier) 3. Euforia (Martina Stoessel, Jorge Blanco, Mercedes Lambre, Diego Domínguez, Lodovica Comello, Xabiani Ponce De León, Candelaria Molfese, Samuel Nascimento, Facundo Gambandé, Alba Rico y Nicolás Garnier) 4. Habla Si Puedes (Martina Stoessel) 5. Podemos (Martina Stoessel y Jorge Blanco) 6. Ahí Estaré (Mercedes Lambre y Facundo Gambandé) 7. Are You Ready For The Ride? (Jorge Blanco, Diego Domínguez, Samuel Nascimento, Facundo Gambandé, Nicolás Garnier y Xabiani Ponce De León) 8. Alcancemos Las Estrellas (Martina Stoessel, Lodovica Comello, Candelaria Molfese, Mercedes Lambre y Alba Rico) 9. Voy Por Ti (acapella) (Diego Domínguez) 10. Voy Por Ti (Jorge Blanco) 11. Nuestro Camino (Martina Stoessel y Jorge Blanco) 12. Veo Veo (Martina Stoessel, Lodovica Comello y Candelaria Molfese) 13. Peligrosamente Bellas (Mercedes Lambre y Alba Rico) 14. Entre Dos Mundos (Jorge Blanco) 15. Te Fazer Feliz (Samuel Nascimento, Jorge Blanco, Facundo Gambandé y Nicolás Garnier) 16. Yo Soy Así (Diego Domínguez) 17. Cómo Quieres (Martina Stoessel) 18. Junto a Ti (Martina Stoessel, Lodovica Comello y Candelaria Molfese) 19. Tu Foto de Verano (Jorge Blanco, Diego Domínguez, Samuel Nascimento, Facundo Gambandé, Nicolás Garnier y Xabiani Ponce De León) 20. Te Esperaré (Jorge Blanco) 21. On Beat (Martina Stoessel, Jorge Blanco, Mercedes Lambre, Diego Domínguez, Lodovica Comello, Xabiani Ponce De León, Candelaria Molfese, Samuel Nascimento, Facundo Gambandé, Alba Rico y Nicolás Garnier) 22. Juntos Somos Más (Mercedes Lambre, Lodovica Comello, Candelaria Molfese y Facundo Gambandé) 23. En Mi Mundo (acapella) (Martina Stoessel) 24. Ser Mejor (Martina Stoessel, Jorge Blanco, Mercedes Lambre, Diego Domínguez, Lodovica Comello, Xabiani Ponce De León, Candelaria Molfese, Samuel Nascimento, Facundo Gambandé, Alba Rico y Nicolás Garnier) 25. Te Creo (Martina Stoessel) 26. En Mi Mundo [Final] (Martina Stoessel, Jorge Blanco, Mercedes Lambre, Diego Domínguez, Lodovica Comello, Xabiani Ponce De León, Candelaria Molfese, Samuel Nascimento, Facundo Gambandé, Alba Rico y Nicolás Garnier) |

| Europa y Buenos Aires (2014) |
| --- |
| Apertura 1. Hoy Somos Más (Martina Stoessel, Jorge Blanco, Ruggero Pasquarelli, Mercedes Lambre, Diego Domínguez, Lodovica Comello, Xabiani Ponce De León, Candelaria Molfese, Samuel Nascimento, Facundo Gambandé, Alba Rico y Nicolás Garnier) 2. Tienes El Talento (Martina Stoessel, Jorge Blanco, Mercedes Lambre, Diego Domínguez, Lodovica Comello, Xabiani Ponce De León, Candelaria Molfese, Samuel Nascimento, Facundo Gambandé, Alba Rico y Nicolás Garnier) 3. Euforia (Martina Stoessel, Jorge Blanco, Mercedes Lambre, Diego Domínguez, Lodovica Comello, Xabiani Ponce De León, Candelaria Molfese, Samuel Nascimento, Facundo Gambandé, Alba Rico y Nicolás Garnier) 4. Habla Si Puedes (Martina Stoessel) 5. Podemos (Martina Stoessel y Jorge Blanco) 6. Ahí Estaré (Mercedes Lambre y Facundo Gambandé) 7. Are You Ready For The Ride? (Jorge Blanco, Diego Domínguez, Samuel Nascimento, Facundo Gambandé, Nicolás Garnier y Xabiani Ponce De León) 8. Alcancemos Las Estrellas (Martina Stoessel, Lodovica Comello, Candelaria Molfese, Mercedes Lambre y Alba Rico) 9. Voy Por Ti (acapella) (Diego Domínguez) 10. Voy Por Ti (Jorge Blanco) 11. Nuestro Camino (Martina Stoessel y Jorge Blanco) 12. Veo Veo (Martina Stoessel, Lodovica Comello y Candelaria Molfese) 13. Luz, Cámara y Acción (Ruggero Pasquarelli) 14. Entre Dos Mundos (Jorge Blanco) 15. Peligrosamente Bellas (Mercedes Lambre y Alba Rico) 16. Yo Soy Así (Diego Domínguez) 17. Cómo Quieres (Martina Stoessel) 18. Ven y Canta (Vieni e Canta en Francia e Italia) (Lodovica Comello y Ruggero Pasquarelli) 19. Junto a Ti (Martina Stoessel, Lodovica Comello y Candelaria Molfese) 20. Te Esperaré (Jorge Blanco) 21. On Beat (Martina Stoessel, Jorge Blanco, Ruggero Pasquarelli, Mercedes Lambre, Diego Domínguez, Lodovica Comello, Xabiani Ponce De León, Candelaria Molfese, Samuel Nascimento, Facundo Gambandé, Alba Rico y Nicolás Garnier) 22. Juntos Somos Más (Mercedes Lambre, Lodovica Comello, Candelaria Molfese y Facundo Gambandé) 23. En Mi Mundo (acapella) (Nel mio mondo en Francia e Italia) (Martina Stoessel) 24. Ser Mejor (Martina Stoessel, Jorge Blanco, Mercedes Lambre, Diego Domínguez, Lodovica Comello, Xabiani Ponce De León, Candelaria Molfese, Samuel Nascimento, Facundo Gambandé, Alba Rico y Nicolás Garnier) 25. Te Creo (Martina Stoessel) 26. En Mi Mundo (Nel mio mondo en Francia e Italia) (Martina Stoessel, Jorge Blanco, Mercedes Lambre, Diego Domínguez, Lodovica Comello, Xabiani Ponce De León, Candelaria Molfese, Samuel Nascimento, Facundo Gambandé, Alba Rico y Nicolás Garnier) |

## Presentaciones
| Fecha                    | Ciudad              | País      | Lugar                                         | Núm. de Funciones |
| ------------------------ | ------------------- | --------- | --------------------------------------------- | ----------------- |
| América Latina           |                     |           |                                               |                   |
| 13 de julio de 2013      | Buenos Aires        | Argentina | Teatro Gran Rex                               | 77                |
| 14 de julio de 2013      | Buenos Aires        | Argentina | Teatro Gran Rex                               | 77                |
| 16 de julio de 2013      | Buenos Aires        | Argentina | Teatro Gran Rex                               | 77                |
| 17 de julio de 2013      | Buenos Aires        | Argentina | Teatro Gran Rex                               | 77                |
| 18 de julio de 2013      | Buenos Aires        | Argentina | Teatro Gran Rex                               | 77                |
| 19 de julio de 2013      | Buenos Aires        | Argentina | Teatro Gran Rex                               | 77                |
| 20 de julio de 2013      | Buenos Aires        | Argentina | Teatro Gran Rex                               | 77                |
| 21 de julio de 2013      | Buenos Aires        | Argentina | Teatro Gran Rex                               | 77                |
| 23 de julio de 2013      | Buenos Aires        | Argentina | Teatro Gran Rex                               | 77                |
| 24 de julio de 2013      | Buenos Aires        | Argentina | Teatro Gran Rex                               | 77                |
| 25 de julio de 2013      | Buenos Aires        | Argentina | Teatro Gran Rex                               | 77                |
| 26 de julio de 2013      | Buenos Aires        | Argentina | Teatro Gran Rex                               | 77                |
| 27 de julio de 2013      | Buenos Aires        | Argentina | Teatro Gran Rex                               | 77                |
| 28 de julio de 2013      | Buenos Aires        | Argentina | Teatro Gran Rex                               | 77                |
| 2 de agosto de 2013      | Buenos Aires        | Argentina | Teatro Gran Rex                               | 77                |
| 3 de agosto de 2013      | Buenos Aires        | Argentina | Teatro Gran Rex                               | 77                |
| 4 de agosto de 2013      | Buenos Aires        | Argentina | Teatro Gran Rex                               | 77                |
| 9 de agosto de 2013      | Buenos Aires        | Argentina | Teatro Gran Rex                               | 77                |
| 10 de agosto de 2013     | Buenos Aires        | Argentina | Teatro Gran Rex                               | 77                |
| 11 de agosto de 2013     | Buenos Aires        | Argentina | Teatro Gran Rex                               | 77                |
| 15 de agosto de 2013     | Buenos Aires        | Argentina | Teatro Gran Rex                               | 77                |
| 16 de agosto de 2013     | Buenos Aires        | Argentina | Teatro Gran Rex                               | 77                |
| 17 de agosto de 2013     | Buenos Aires        | Argentina | Teatro Gran Rex                               | 77                |
| 18 de agosto de 2013     | Buenos Aires        | Argentina | Teatro Gran Rex                               | 77                |
| 23 de agosto de 2013     | Buenos Aires        | Argentina | Teatro Gran Rex                               | 77                |
| 24 de agosto de 2013     | Buenos Aires        | Argentina | Teatro Gran Rex                               | 77                |
| 25 de agosto de 2013     | Buenos Aires        | Argentina | Teatro Gran Rex                               | 77                |
| 27 de agosto de 2013     | Buenos Aires        | Argentina | Teatro Gran Rex                               | 77                |
| 30 de agosto de 2013     | Buenos Aires        | Argentina | Teatro Gran Rex                               | 77                |
| 31 de agosto de 2013     | Buenos Aires        | Argentina | Teatro Gran Rex                               | 77                |
| 1 de septiembre de 2013  | Buenos Aires        | Argentina | Teatro Gran Rex                               | 77                |
| 5 de septiembre de 2013  | Buenos Aires        | Argentina | Teatro Gran Rex                               | 77                |
| 6 de septiembre de 2013  | Buenos Aires        | Argentina | Teatro Gran Rex                               | 77                |
| 7 de septiembre de 2013  | Buenos Aires        | Argentina | Teatro Gran Rex                               | 77                |
| 8 de septiembre de 2013  | Buenos Aires        | Argentina | Teatro Gran Rex                               | 77                |
| 10 de septiembre de 2013 | Buenos Aires        | Argentina | Teatro Gran Rex                               | 77                |
| 11 de septiembre de 2013 | Buenos Aires        | Argentina | Teatro Gran Rex                               | 77                |
| 14 de septiembre de 2013 | Buenos Aires        | Argentina | Teatro Gran Rex                               | 77                |
| 15 de septiembre de 2013 | Buenos Aires        | Argentina | Teatro Gran Rex                               | 77                |
| 28 de septiembre de 2013 | Asunción            | Paraguay  | Polideportivo del Club Sol de América         | 4                 |
| 29 de septiembre de 2013 | Asunción            | Paraguay  | Polideportivo del Club Sol de América         | 4                 |
| 3 de octubre de 2013     | Santa Fe            | Argentina | Estadio Cubierto del Club Unión               | 4                 |
| 4 de octubre de 2013     | Santa Fe            | Argentina | Estadio Cubierto del Club Unión               | 4                 |
| 6 de octubre de 2013     | Rosario             | Argentina | Metropolitano                                 | 4                 |
| 7 de octubre de 2013     | Rosario             | Argentina | Metropolitano                                 | 4                 |
| 9 de octubre de 2013     | Neuquén             | Argentina | Estadio Ruca Che                              | 2                 |
| 11 de octubre de 2013    | Santiago            | Chile     | Movistar Arena                                | 6                 |
| 12 de octubre de 2013    | Santiago            | Chile     | Movistar Arena                                | 6                 |
| 13 de octubre de 2013    | Santiago            | Chile     | Movistar Arena                                | 6                 |
| 16 de octubre de 2013    | Ciudad de Mendoza   | Argentina | Arena Maipú                                   | 4                 |
| 17 de octubre de 2013    | Ciudad de Mendoza   | Argentina | Arena Maipú                                   | 4                 |
| 19 de octubre de 2013    | Córdoba             | Argentina | Orfeo Superdomo                               | 6                 |
| 20 de octubre de 2013    | Córdoba             | Argentina | Orfeo Superdomo                               | 6                 |
| 21 de octubre de 2013    | Córdoba             | Argentina | Orfeo Superdomo                               | 6                 |
| 26 de octubre de 2013    | São Paulo           | Brasil    | Credicard Hall                                | 6                 |
| 27 de octubre de 2013    | São Paulo           | Brasil    | Credicard Hall                                | 6                 |
| 28 de octubre de 2013    | São Paulo           | Brasil    | Credicard Hall                                | 6                 |
| 2 de noviembre de 2013   | Montevideo          | Uruguay   | Teatro de Verano                              | 4                 |
| 3 de noviembre de 2013   | Montevideo          | Uruguay   | Teatro de Verano                              | 4                 |
| 6 de noviembre de 2013   | Lima                | Perú      | Jockey Club                                   | 1                 |
| 8 de noviembre de 2013   | Ciudad de México    | México    | Auditorio Nacional                            | 4                 |
| 9 de noviembre de 2013   | Ciudad de México    | México    | Auditorio Nacional                            | 4                 |
| 10 de noviembre de 2013  | Ciudad de México    | México    | Auditorio Nacional                            | 4                 |
| 13 de noviembre de 2013  | Ciudad de Guatemala | Guatemala | Domo Polideportivo Zona 13                    | 2                 |
| 15 de noviembre de 2013  | Valencia            | Venezuela | Forum de Valencia                             | 2                 |
| 16 de noviembre de 2013  | Caracas             | Venezuela | Poliedro de Caracas                           | 2                 |
| 17 de noviembre de 2013  | Caracas             | Venezuela | Poliedro de Caracas                           | 2                 |
| Europa                   |                     |           |                                               |                   |
| 29 de noviembre de 2013  | Barcelona           | España    | Palau Sant Jordi                              | 5                 |
| 30 de noviembre de 2013  | Barcelona           | España    | Palau Sant Jordi                              | 5                 |
| 1 de diciembre de 2013   | Barcelona           | España    | Palau Sant Jordi                              | 5                 |
| 4 de diciembre de 2013   | Bilbao              | España    | Bilbao Arena Miribilla                        | 3                 |
| 5 de diciembre de 2013   | Bilbao              | España    | Bilbao Arena Miribilla                        | 3                 |
| 6 de diciembre de 2013   | Bilbao              | España    | Bilbao Arena Miribilla                        | 3                 |
| 7 de diciembre de 2013   | Madrid              | España    | Palacio de Deportes                           | 4                 |
| 8 de diciembre de 2013   | Madrid              | España    | Palacio de Deportes                           | 4                 |
| 10 de diciembre de 2013  | Sevilla             | España    | Palacio de Deportes San Pablo                 | 2                 |
| 12 de diciembre de 2013  | Valencia            | España    | Pabellón Fuente de San Luis                   | 3                 |
| 13 de diciembre de 2013  | Valencia            | España    | Pabellón Fuente de San Luis                   | 3                 |
| 14 de diciembre de 2013  | Málaga              | España    | Palacio de Deportes José María Martín Carpena | 4                 |
| 15 de diciembre de 2013  | Málaga              | España    | Palacio de Deportes José María Martín Carpena | 4                 |
| 3 de enero de 2014       | Milán               | Italia    | Mediolanum Forum                              | 5                 |
| 4 de enero de 2014       | Milán               | Italia    | Mediolanum Forum                              | 5                 |
| 5 de enero de 2014       | Milán               | Italia    | Mediolanum Forum                              | 5                 |
| 6 de enero de 2014       | Bolonia             | Italia    | Unipol Arena                                  | 2                 |
| 10 de enero de 2014      | Roma                | Italia    | PalaLottomatica                               | 6                 |
| 11 de enero de 2014      | Roma                | Italia    | PalaLottomatica                               | 6                 |
| 12 de enero de 2014      | Roma                | Italia    | PalaLottomatica                               | 6                 |
| 15 de enero de 2014      | París               | Francia   | Le Grand Rex                                  | 8                 |
| 17 de enero de 2014      | París               | Francia   | Le Grand Rex                                  | 8                 |
| 18 de enero de 2014      | París               | Francia   | Le Grand Rex                                  | 8                 |
| 19 de enero de 2014      | París               | Francia   | Le Grand Rex                                  | 8                 |
| 21 de enero de 2014      | Nápoles             | Italia    | PalaPartenope                                 | 6                 |
| 22 de enero de 2014      | Nápoles             | Italia    | PalaPartenope                                 | 6                 |
| 23 de enero de 2014      | Nápoles             | Italia    | PalaPartenope                                 | 6                 |
| 25 de enero de 2014      | Catania             | Italia    | PalaCatania                                   | 3                 |
| 26 de enero de 2014      | Catania             | Italia    | PalaCatania                                   | 3                 |
| 28 de enero de 2014      | Padua               | Italia    | PalaFabris                                    | 4                 |
| 29 de enero de 2014      | Padua               | Italia    | PalaFabris                                    | 4                 |
| 31 de enero de 2014      | Florencia           | Italia    | Nelson Mandela Forum                          | 4                 |
| 1 de febrero de 2014     | Florencia           | Italia    | Nelson Mandela Forum                          | 4                 |
| 2 de febrero de 2014     | Turín               | Italia    | Palasport Olimpico                            | 2                 |
| América Latina           |                     |           |                                               |                   |
| 28 de febrero de 2014    | Buenos Aires        | Argentina | Luna Park                                     | 10                |
| 1 de marzo de 2014       | Buenos Aires        | Argentina | Luna Park                                     | 10                |
| 2 de marzo de 2014       | Buenos Aires        | Argentina | Luna Park                                     | 10                |
| 3 de marzo de 2014       | Buenos Aires        | Argentina | Luna Park                                     | 10                |
| 4 de marzo de 2014       | Buenos Aires        | Argentina | Luna Park                                     | 10                |

### Recaudaciones
| Fecha                   | Lugar              | Ciudad           | Funciones | Entradas vendidas / Entradas disponibles | Recaudación |
| ----------------------- | ------------------ | ---------------- | --------- | ---------------------------------------- | ----------- |
| 26 de octubre de 2013   | Credicard Hall     | São Paulo        | 6         | 22.101 / 22.812 (97%)                    | $2,304,850  |
| 27 de octubre de 2013   | Credicard Hall     | São Paulo        | 6         | 22.101 / 22.812 (97%)                    | $2,304,850  |
| 28 de octubre de 2013   | Credicard Hall     | São Paulo        | 6         | 22.101 / 22.812 (97%)                    | $2,304,850  |
| 8 de noviembre de 2013  | Auditorio Nacional | Ciudad de México | 4         | 35.286 / 38.384 (92%)                    | $3,103,585  |
| 9 de noviembre de 2013  | Auditorio Nacional | Ciudad de México | 4         | 35.286 / 38.384 (92%)                    | $3,103,585  |
| 10 de noviembre de 2013 | Auditorio Nacional | Ciudad de México | 4         | 35.286 / 38.384 (92%)                    | $3,103,585  |

## Banda sonora
Violetta en vivo es la cuarta banda sonora de la serie. Es el segundo álbum edición CD+DVD y el primer álbum en vivo de la telenovela, el cual salió a la venta el 28 de noviembre de 2013. El CD trae las canciones grabadas en el show y cinco temas inéditos. El DVD trae once videoclips para cantar en karaoke y en coro. Además contiene imágenes tomadas del show nunca antes vistas.

## Lanzamiento en DVD
Se confirmó que el espectáculo grabado y transmitido en Disney Channel saldría a la venta en formato DVD. Salió a la venta el 19 de febrero de 2014 en Argentina y el 26 de febrero de 2014 en Chile.
•Este es el contenido: 
El Espectáculo Completo (con las canciones que faltan Ahí Estaré, Peligrosamente Bellas, étc. y los diálogos)
•Material Extra:
01. Camarín de Tini
02. Malísimos
03. Preguntas
04. Momentos Preferidos
05. Preparativos

## Película
Antes de las 10 funciones en el Luna Park por el Cierre de su Gira Mundial se confirmó la película, grabaron las presentaciones en el Luna Park, con el detrás de escena y testimonios de los personajes. Existen dos versiones de la película y ambas muestran el espectáculo de Milán, la primera versión se mostró en un especial en Francia y en los cines de Italia en Francia fue titulado Violetta: Le Concert, en Italia Violetta: Backstage Pass, la segunda versión de Latinoamérica fue titulada Violetta: En Concierto. En Italia y Francia los personajes mostraban el detrás de escena de cuando estaban en Milán, Italia. La otra versión se vio en toda Latinoamérica y muestra el espectáculo en Milán y partes del Luna Park con los testimonios de los personajes. La primera versión fue estrenada primero en Italia el 30 de abril y en Francia el 10 de mayo. La segunda versión fue estrenada primero en Argentina con un Preestreno el 2 de abril y el estreno fue el 3 de abril que también se estrenó en Uruguay, el 16 de abril en Paraguay, en 17 en Chile, el 25 en Colombia, el 1 de mayo en Perú, el 2 en Centroamérica, el 8 en Bolivia, el 9 en Ecuador y México, y el 23 en Venezuela. También se estrenó en España titulado Violetta: La Emoción del Concierto con funciones por tiempo limitado el 9, 10, 11, 16, 17 y 18 de mayo y muestra la primera versión. El Twitter oficial de Violetta En Vivo confirmó que la película se estrenaría el 22 de junio en Disney Channel Latinoamérica.

## Especial televisivo
El 7 de diciembre se emitió en Disney Channel un especial de la gira titulado Lo mejor de Violetta en vivo en Buenos Aires.
se ausentaron los diálogos y las canciones: Alcancemos las Estrellas, Nuestro camino, Entre dos Mundos, Te Fazer Feliz y Tu Foto de Verano.